# مثلث التسمع
إن مثلث التسمع في الرئتين هو ترقق نسبي في عضلات الظهر، يقع عبر الحد الأوسط لـ عظم الكتف.

## الحدود
تحيط به الحدود التالية:
- يحده من أعلى ومن الوسط الجزء الأسفل من العضلة شبه المنحرفة
- يحده من أسفل العضلة الظهرية العريضة
- يحده من الجانب الحد الأسفل لـ العضلة المعينية الكبيرة

يتكون السطح الظاهري للمثلث من العضلة المنشارية الأمامية والجزء الجانبي من العضلات ناصبة الفقار. في عمق تلك العضلات توجد أجزاء عظمية من العضلة السادسة والسابعة والعضلات الوربية الغائرة والظاهرة.
يغطي مثلث التسمع في الحالة المثالية عظم الكتف. لكشف المثلث بصورة أفضل وسماع صوت التنفس باستخدام السماعة الطبية، يُطلب من المرضى أن يثنوا أذرعتهم أمام صدورهم، بحيث تميل عظام الكتف دورة متوسطة، بينما يميلون بجسدهم إلى الأمام، وهذا ما يشبه تقريبًا وضع الجنين.

## الوظيفة
نظرًا للترقق النسبي لعضلات الظهر في المثلث، يكون جدار الصدر الخلفي قريبًا من سطح الجلد، مما يجعل من الممكن سماع أصوات التنفس بصورة أوضح باستخدام السماعة الطبية.
لكشف سطح المثلث أعلى الجدار الصدري الخلفي بصورة أفضل في مساحة العضلات الوربية السادسة والسابعة، يُطلب من المريض أن يطوي ذراعيه أمام صدره، بحيث تميل عظام الكتف دورة متوسطة بينما يميل المريض بجسده للأمام.

## وصلات خارجية
- Overview and diagram at ithaca.edu